# Biserica Ortodoxă Albaneză
Biserica Ortodoxă Autocefală a Albaniei (în albaneză: Kisha Orthodhokse Autoqefale e Shqipërisë) este una din cele paisprezece Biserici Ortodoxe existente. Este alcătuită din Arhiepiscopia de Tirana-Durrës și eparhiile din Berat, Gjirokastra, Korça, Apollonia și Kruja. Majoritatea creștinilor ortodocși din Albania trăiesc în sudul țării și în marile orașe Tirana și Durrës. Deși limba liturgică este albaneza, în regiunea Saranda din sudul Albaniei se mai folosește și limba greacă datorită minorității grecești din această zonă.
Informațiile referitoare la numărul credincioșilor ortodocși din Albania sunt aproximative, întrucât surse diferite susțin că numărul acestora ar varia între 170.000 și 700.000. Numărul total al albanezilor creștini ortodocși este de fapt mult mai mare, deoarece comunității din Albania i se adaugă și comunitatea albaneză din Grecia (în număr de aprox. 400.000 persoane), comunitate subordonată Bisericii Ortodoxe Elene. În 1967 partidul comunist a interzis orice cult religios pe teritoriul Albaniei. Mitropolitul de atunci, Damian Kokonesi (1966-1973), a decedat în perioada detenției politice. Înainte de această interdicție circa 20% din populația țării era ortodoxă.
Mitropolitul Anastasios Yannoulatos, Arhiepiscop al Tiranei, Durrës-ului și al întregii Albanii, a fost din 1992 până în 2025 întâistătătorul Bisericii Ortodoxe din Albania. Alegerea unui mitropolit grec a fost o decizie provizorie deoarece în urma prigoanei comuniste nu mai exista nici un albanez care să fi împlinit cerințele formale pentru alegerea și hirotonirea ca episcop.
În SUA trăiesc circa 15.000 de albanezi care s-au organizat începând cu 1950 în două eparhii: una din eparhii depinde canonic de Patriarhia Ecumenică de Constantinopol, iar cealaltă de Biserica Ortodoxă Albaneză.
Albanezii din România sunt de asemenea în cea mai mare parte creștini ortodocși, cei mai mulți dintre ei refugiindu-se din sudul Albaniei de azi în perioada otomană.

## Istoric

### Antichitate și Evul Mediu

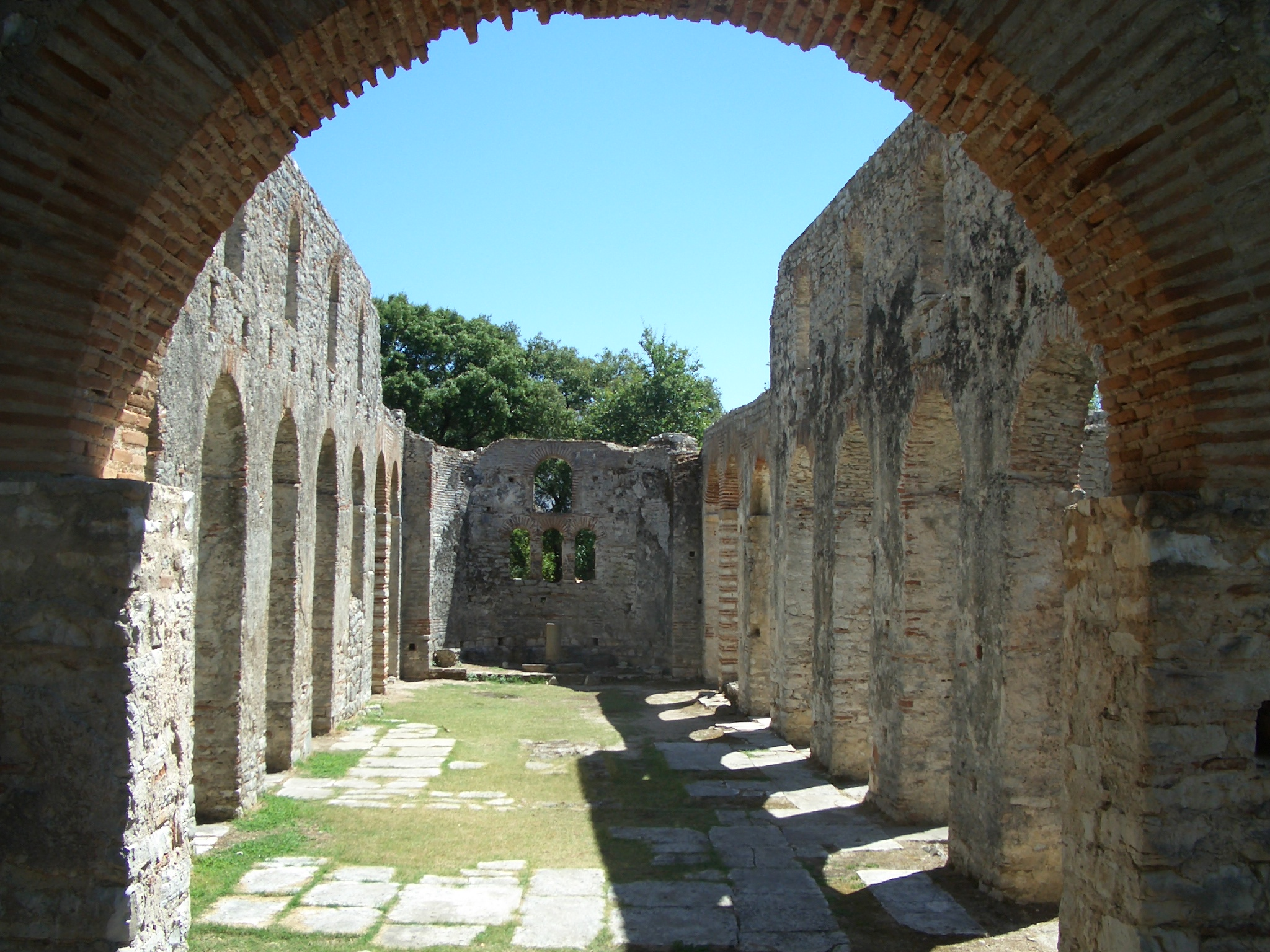
Resturile bazilicii din Butrint din sec. VI

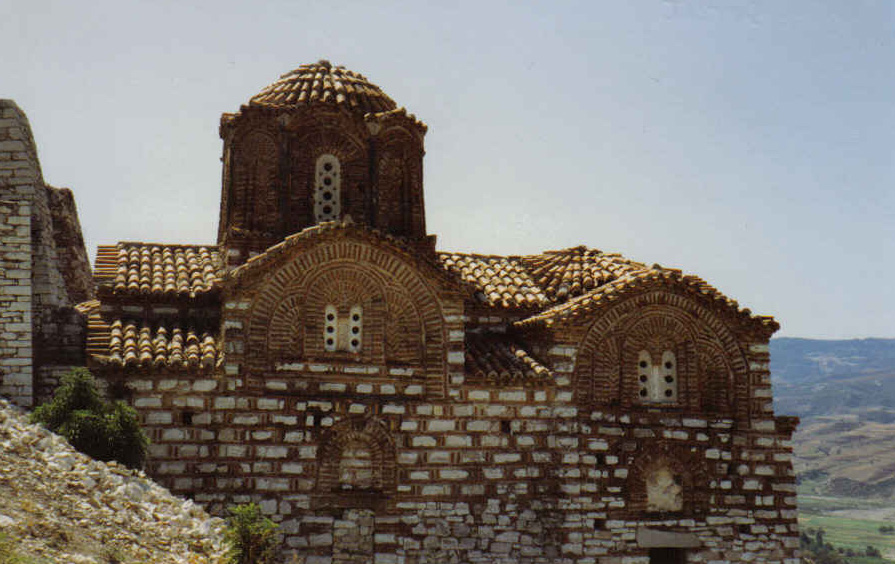
Biserica bizantină din Berat Fotografie din 1993

Creștinismul s-a răspândit încă de timpuriu pe actualul teritoriu al Albaniei. Conform tradiției bisericești apostolul Pavel a răspândit creștinismul până în Iliria, iar în Durrës (grec. Dyrrachion / lat. Dyrrachium) a înscăunat un episcop. Primul episcop cu reședința la Dyrrachion al cărui nume e cunoscut este Asteios (sau Asterios). Sfântul Asteios a primit martiriul în timpul împăratului Traian, în jurul anului 100.

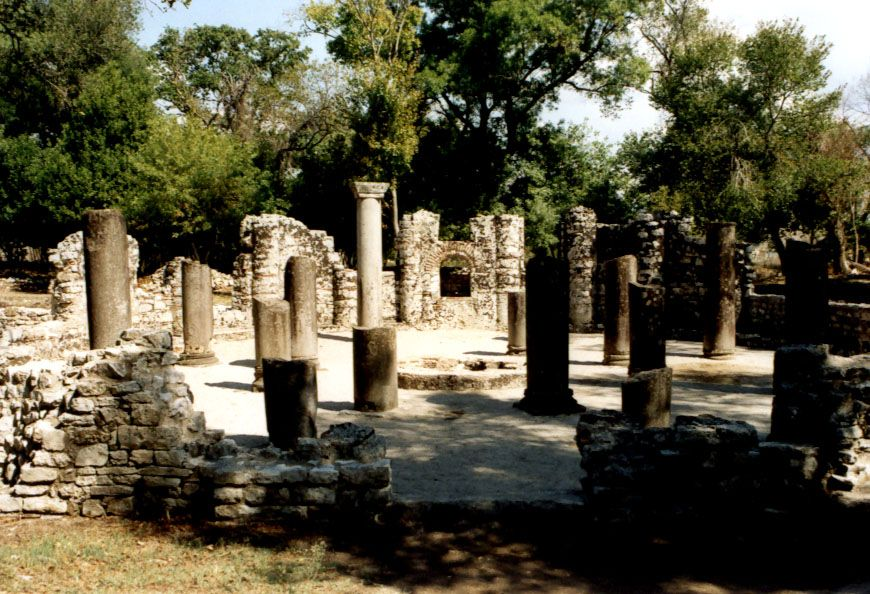
Ruinele baptisteriului din Butrint

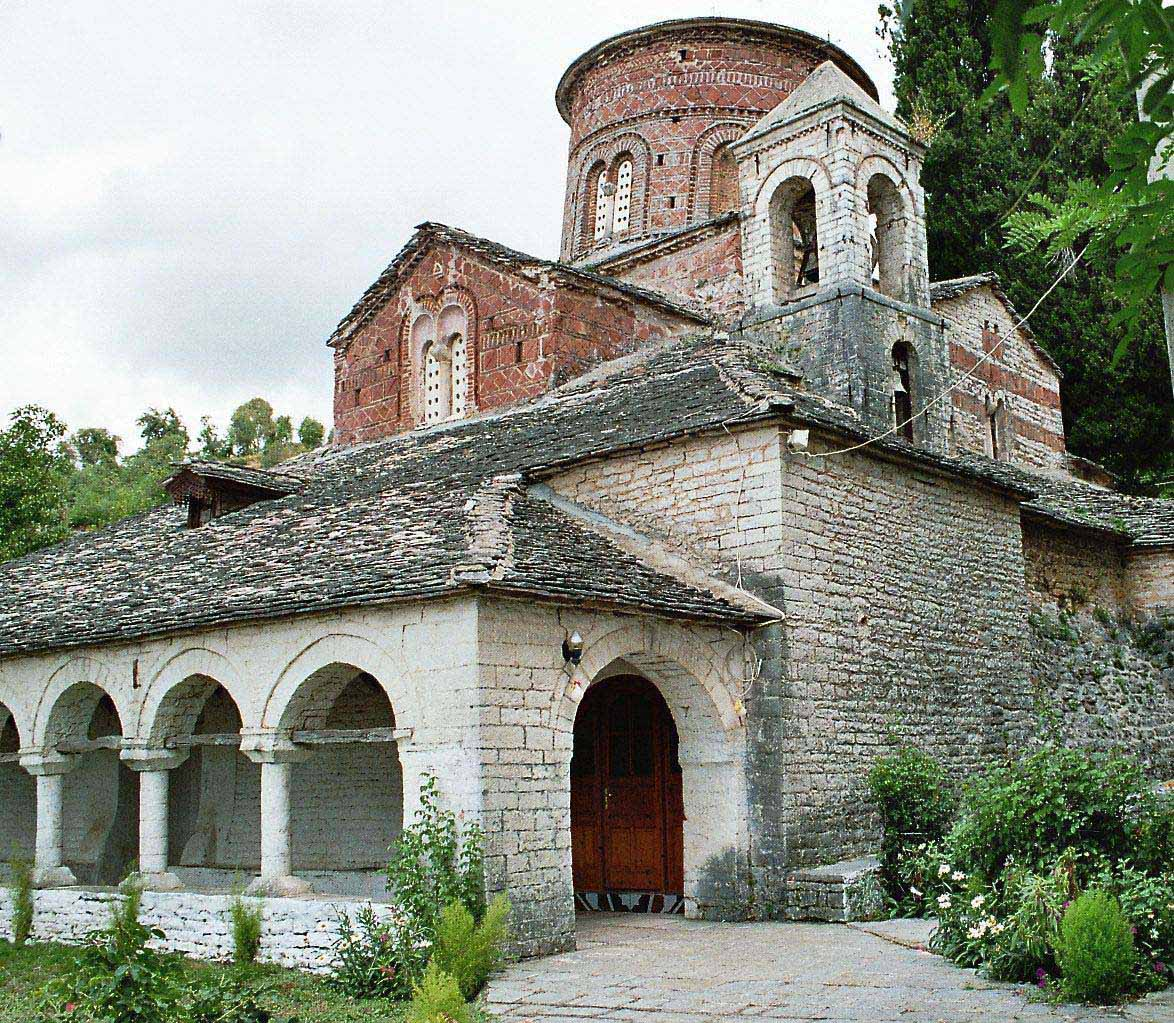
Biserica Sfânta Maria din Labova e Kryqit (ctitorită de împăratul Iustinian în sec. VI. Construcția actuală datează din sec. X.

Teritoriile albaneze se aflau deci la granița dintre Imperiul Roman de Apus și cel de Răsărit implicit la granița dintre biserica greacă și cea latină. Primul Sinod Ecumenic de la Niceea a hotărât, în anul 325, subordonarea canonică a Iliriei față de patriarhatul Romei. În anul 431 Eucarius participă, ca arhiepiscop al Durrës-ului, la Sinodul al III-lea Ecumenic, în Efes. Prin împărțirea administrativă a Imperiului Roman de la sfârșitul secolului al V-lea, partea cea mai mare a provinciei Iliria, partea sudică, a revenit în sfera de influență a Imperiului Roman de Răsărit și a Bisericii din Constantinopol, chiar dacă mitropolitul Durrës-ului a rămas în mod oficial subordonat canonic până în secolul al VIII-lea patriarhului Romei. În acea perioadă, liturghia în Iliria era impregnată de ritul bizantin. Doar în partea nordică, respectiv în Praevalitana, influența romană era mai mare, și de aceea această zonă a fost cea care, mai târziu, a intrat în subordinea arhiepiscopiei din Bar (astăzi în Muntenegru).
În plină criză iconoclastă, în anul 731, împăratul iconoclast Leon al III-lea a subordonat canonic mitropolia din Durrës patriarhului din Constantinopol. În perioada domniei lui Leon al VI-lea (886 - 912) sunt menționate în izvoarele bizantine 15 scaune episcopale care depindeau de mitropolia din Durrës.
În 927 este recunoscut patriarhatul bulgar de către administrația imperială bizantină; prin această recunoaștere majoritatea episcopiilor din interiorul Albaniei au intrat sub controlul noului patriarhat. Durrës-ul a rămas însă în jurisdicția canonică a patriarhatului ecumenic din Constantinopol. Această situație a luat sfârșit o dată cu victoria bizantinilor asupra bulgarilor, în anul 1018. O parte a episcopiilor ortodoxe din sudul Albaniei de astăzi, de exemplu Butrint sau Berat au fost subordonate atunci arhiepiscopiei autocefale din Ohrida.
Marea Schismă din 1054 și-a făcut treptat efectul și în Albania. La început, unitatea teritorial-canonică a mitropoliei din Durrës s-a păstrat. Separarea a avut loc abia în secolul al XII-lea când și Roma și Constantinopolul au instalat ierarhii bisericești paralele în același teritoriul canonic.
După cucerirea Constantinopolului de către Cruciada a IV-a, partea nordică a Albaniei a fost administrată de Veneția. Aceasta a impus episcopi numiți de patriarhatul Romei. Primul dintre aceștia este numit în 1209 pentru localitatea Durrës. Partea sudică rămâne sub influența bisericii grecești din despotatul Epirului.

### Perioada otomană

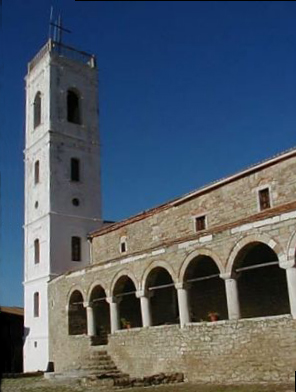
Mănăstirea Ardenica (sec. al XIII-lea). Aici a fost oficiată cununia religioasă a lui Skanderbeg, eroul național albanez

Ca urmare a cuceririi Albaniei de către Imperiul Otoman în 1478, islamul s-a răspândit rapid și a devenit a treia religie a provinciei. Musulmanii au ajuns foarte rapid majoritari. Administrația islamică a subordonat toate episcopiile ortodoxe din Albania arhiepiscopiei autocefale din Ohrid, care a fost protejată pentru mult timp de musulmani. În secolele al XV-lea și al XVI-lea foarte mulți creștini din sudul Albaniei au emigrat în sudul Italiei unde au dat naștere așa numitelor biserici italo-albaneze (biserici unite cu Roma, dar care au păstrat ritul bizantin). În secolul al XVII-lea a avut loc o așa numită renaștere a Bisericii Ortodoxe Albaneze, care nu a mai fost prigonită de către turci în aceeași măsură ca Biserica Romano-Catolică. Multe lăcașuri de cult din secolele al XIV-lea și al XV-lea ajunse în paragină au fost restaurate. În 1787 a fost reconstruită și catedrala din Berat, care a fost dinamitată din dispoziția partidului comunist albanez.
Între 1660 și 1765 a existat și o misiune catolică, luând ființă Biserica Albaneză Unită cu Roma, Greco-Catolică, care numără astăzi 3.200 membri și deține 11 biserici.
La începutul secolului al XVII-lea a fost înființată mitropolia de la Korça, care cuprindea episcopiile de Kolonia, Deabolis (Devoll) și Selasphoro (Sevdas). Prin aceasta s-a întărit poziția Bisericii Ortodoxe în regiunile Korça și Moscopole (albaneză Voskopojë, Voskopoja). După ce sultanul a retras autocefalia arhiepiscopiei din Ohrid, în 1766, ortodocșii albanezi au revenit sub jurisdicția canonică a patriarhului ecumenic.
Creștinii ortodocși de pe teritoriul statului albanez de astăzi erau în secolul al XIX-lea strâns legați de Biserica Ortodoxă Greacă. Clerul era în majoritate grec. Spre deosebire de musulmanii sau catolicii din regiune, între ortodocșii de acolo existau numeroase minorități naționale care au influențat regiunea: în primul rând greci, aromâni și macedoneni. Mișcarea națională albaneză Rilindija (română: Renașterea) formată din musulmani și catolici a dorit independența Albaniei față de Imperiul Otoman, iar mulți ortodocși au dorit alipirea sudului provinciei la statul grec. În 1912 Albania devine independentă.

### Secolul al XX-lea

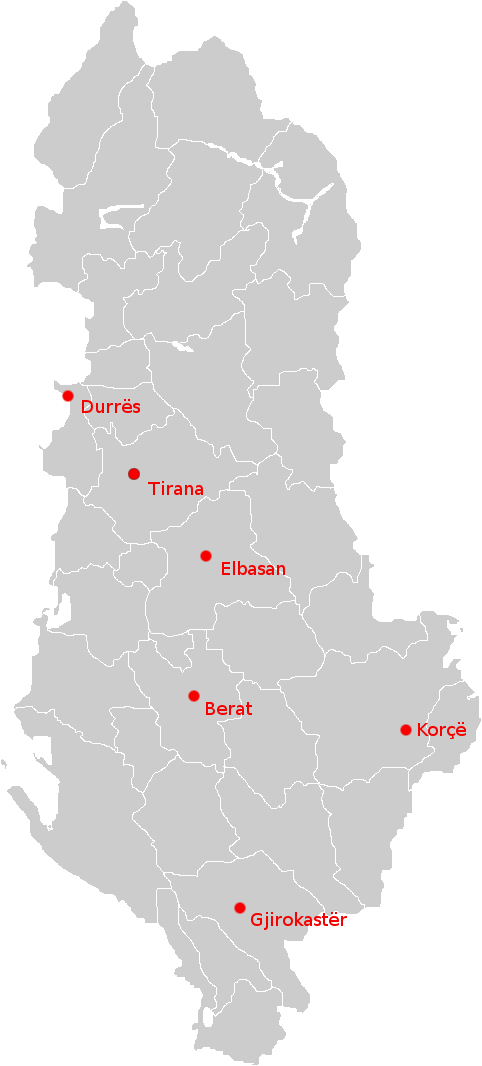
Episcopiile Bisericii Ortodoxe din Albania

Primele încercări de organizare a unei biserici autonome albaneze au fost făcute de către emigranții albanezi din SUA, care se simțeau asupriți de conducerea bisericească. Fan Noli - mai târziu episcop de Korça, a fost hirotonit preot în anul 1908 de către arhiepiscopul rus Platon al New York-ului. În același an preotul Fan Noli celebrează în Boston pentru prima dată Sfânta Liturghie în limba albaneză. În anul 1919 Noli a fost numit episcop al Bisericii Ortodoxe Albaneze din America, care a devenit o eparhie de sine stătătoare a Patriarhatului Ecumenic.

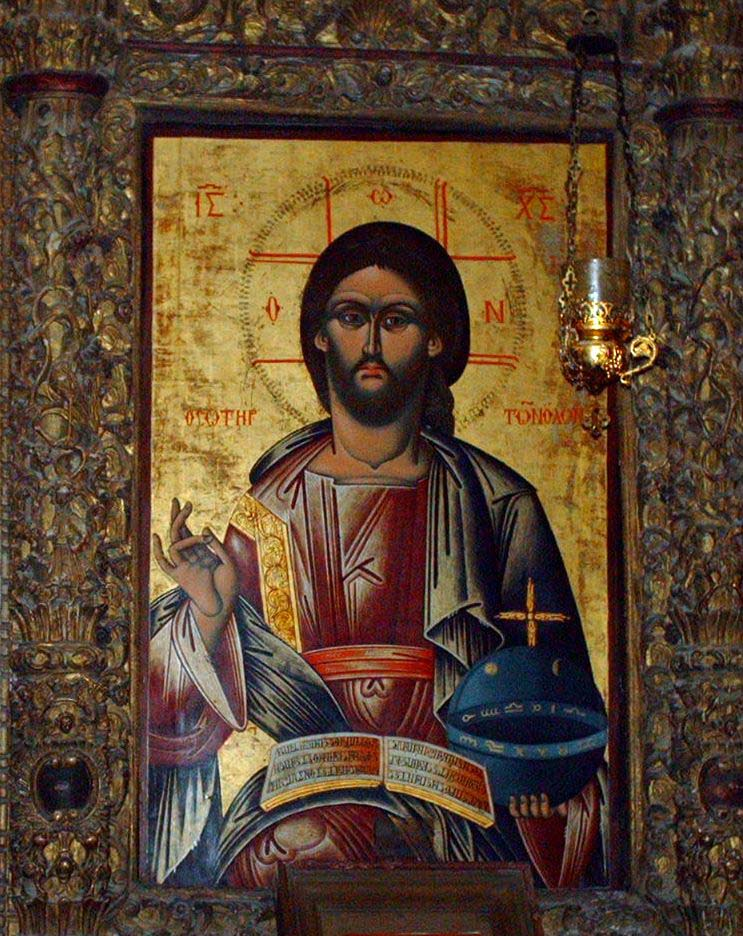
Icoana Domnului Iisus Hristos din Labova e Kryqit

După încheierea Primului Război Mondial ideile naționaliste au câștigat o importanță crucială în interiorul ortodoxiei albaneze. Proclamarea unei Biserici ortodoxe autocefale albaneze dorită foarte mult și de statul albanez a fost însă respinsă de patriarhii ecumenici Grigorie al VII-lea și Constantin al VI-lea. În 1921 cei patru episcopi ortodocși greci ai țării au fost expulzați din Albania, și s-a refuzat în mod oficial folosirea limbii grecești în cultul divin. O întrunire a clericilor și laicilor din Albania, care a avut loc la Berat în 1922 a hotărât introducerea limbii albaneze în slujbele bisericii. De aici până la proclamarea independenței a mai fost doar un pas. În 1929 Biserica Ortodoxă din Albania s-a declarat autocefală, iar arhimandritul Visarion Iuvani a fost declarat mitropolit. Numeroși preoți greci și diverși reprezentanți ai Patriarhiei Ecumenice au fost expulzați din Albania după ce Patriarhia Ecumenică a suspendat toți episcopii albanezi inițiatori ai proclamării autocefaliei. Abia în 1937, prin patriarhul Veniamin, independența i-a fost recunoscută. În același an a fost înființat un seminar teologic la Korça.
Administrația militară italiană care a condus Albania în perioada celui de al doilea război mondial a încercat să-i convingă pe ierarhii Bisericii Ortodoxe din Albania să consimtă la o uniune cu Biserica Romano-Catolică în cadrul episcopiilor italiano-albaneze existente. Ortodocșii au refuzat această ofertă până la prăbușirea ocupației italiene în 1943. În această perioadă în clerul albanez activau 440 de preoți.
După ce comuniștii au preluat puterea în 1944 iar la conducerea statului albanez a ajuns Enver Hoxha, Biserica Ortodoxă din Albania a devenit din nou o țintă a represiunilor. Ortodocșii mai sperau în anii 1940 să poată încheia un compromis cu puterea comunistă. Această iluzie a încetat o dată cu arestarea arhiepiscopului Kristofor Kisi în anul 1949. Conducerea comunistă albaneză l-a ales apoi pe Paisios Vodica drept întâistătător al Bisericii Ortodoxe din Albania. Patriarhia Ecumenică nu a recunoscut acest amestec statal în treburile interne ale bisericii decât în 1958, după moartea arhiepiscopului Kisi. Începând cu 1950 a crescut presiunea politică asupra Bisericii ortodoxe. Clădirile bisericilor au fost închise de către autoritățile comuniste, iar serviciile divine și posibilitatea de a celebra Sfintele Taine, îngrădite. Preoții au fost aruncați în închisori. Arhiepiscopul Damian Kokonesi a fost arestat în 1967, la doar un an după alegerea sa, și a murit la domiciliul său în noiembrie 1973, la vârsta de 80 de ani.
Când Albania a fost declarat stat ateu în 1967, instituțiile bisericești fuseseră deja distruse de prigoana comunistă. În 1967 au fost închise ultimele biserici, iar ultimii preoți care nu fuseseră încă arestați au fost închiși, majoritatea în lagărul de la Borsh pe țărmul Mării Ionice. Orice activitate religioasă a fost declarată ilegală.
Persecuțiile au încetat o dată cu prăbușirea regimului comunist din Albania în toamna anului 1990. De atunci se pot celebra din nou slujbe în spațiul public.

## Situația actuală

### Refacerea ierarhiei bisericești
Revigorarea Bisericii Ortodoxe din Albania a început o dată cu venirea la conducere a lui Anastasios Yannoulatos - episcopul ortodox grec din Nairobi - în iulie 1991. Ca trimis al Patriarhiei Ecumenice, acesta a început prin a evalua condiția Bisericii la ieșirea de sub regimul comunist. Alegerea unui prelat grec în loc de albanez trebuie pusă în legătură cu faptul că din cei 440 de preoți ortodocși albanezi existenți la venirea comunismului în 1949 mai supraviețuiseră persecuției în 1991 doar 22, demoralizați și foarte bătrâni, chinuiți de decenii de cruntă detenție.
Episcopul Anastasios Yannoulatos a convocat în august 1991 o Adunare Națională Bisericească la care să participe preoți și laici din toate episcopiile albaneze și care să pregătească refacerea instituțională a Bisericii Ortodoxe din Albania. În același an, episcopul Anastasios a fost numit și înscăunat de către sinodul Patriarhiei Ecumenice din Constantinopol și cu aprobarea clerului albanez drept arhiepiscop al Albaniei. Conducerea politică a Albaniei, care actualmente afirmă și garantează neamestecul statului în viața comunităților religioase, a recunoscut această numire. În iulie 1992 a avut loc ceremonia de înscăunare a noului mitropolit și preluarea oficială a atribuțiilor legate de această responsabilitate.
Conducerea spirituală a Bisericii Ortodoxe din Albania revine Arhiepiscopului Tiranei și Sfântului Sinod al Bisericii Ortodoxe din Albania. Pe lângă sinod funcționează un consiliu bisericesc format din laici și clerici care răspunde de problematica economico-administrativă. Baza juridică a organizării bisericești din Albania este statutul din 1950, care a fost reanalizat și ajustat cerințelor societății moderne de către Adunarea Națională Bisericească din 1993.
În 1997/1998 au existat tensiuni politice în interiorul Bisericii Ortodoxe din Albania, deoarece pe atunci toate eparhiile albaneze aveau în fruntea lor câte un episcop grec, iar albanezii nu aveau nici un reprezentant în sinodul din Tirana. Conducerea politică a Albaniei dorea reprezentarea etnică a albanezilor în sinod prin numirea unor noi episcopi din partea locului. În iunie 1998 s-a ajuns la un compromis: cu aprobarea Patriarhiei din Constantinopol s-au retras doi episcopi greci din slujirea lor, unul dintre ei, Ignatios, a primit eparhia din Berat. Doi albanezi au fost hirotoniți drept episcopi: arhimandritul Joan Pelushi, care provenea dintr-o familie musulmană, a devenit mitropolit în localitatea Korça, iar Kosma Qirjo a fost sfințit pentru episcopia din Apollonia. Acești trei episcopi, împreună cu arhiepiscopul Anastasios Yannoulatos au alcătuit Sfântul Sinod al Bisericii Ortodoxe din Albania.
În noiembrie 1998 Biserica Ortodoxă din Albania este vizitată oficial pentru prima oară de patriarhul ecumenic Bartolomeu, care a cercetat personal fiecare eparhie.
În 2006 au fost hirotoniți încă trei episcopi albanezi: Dhimitri Sinaiti pentru episcopia din Gjirokastra, Nikolla Hyka ca urmaș al episcopului Kosma Qirjo din Apollonia (decedat în 2000), și Andon Merdani ca episcop al eparhiei Kruja. De atunci Sfântul Sinod al Bisericii Ortodoxe din Albania are șase membri. La 12 aprilie 2007 a fost sărbătorită printr-o liturghie arhierească cea de-a 70 aniversare a recunoașterii autocefaliei.

### Extinderea creștinismului ortodox
În mod tradițional creștinii ortodocși locuiau în jumătatea sudică a Albaniei. Râul Shkumbin din centrul Albaniei era granița geografică a extinderii creștinismului ortodox în nord (creștinii albanezi de la nord de acest râu erau/sunt preponderent romano-catolici). Această situație nu s-a schimbat prea mult până astăzi. Ortodocșii albanezi sunt aproape în totalitate de origine toskă. Acest lucru s-a făcut remarcat în limba liturgică ale cărei texte au fost aproape în întregime redactate în dialectul toskan. Prin migrația internă deosebit de puternică din ultimele decenii s-a ajuns la o creștere remarcabilă a elementului ortodox la nord de râul Shkumbin, în deosebi în Tirana. Centre ortodoxe importante au apărut și în alte orașe mari din nordul Albaniei ca Lezha, Kruja, Laç.
În pofida acestei dezvoltări se poate remarca situația minoritară a ortodocșilor chiar și în regiunile tradițional ortodoxe. Încă din secolul al XVII-lea numărul ortodocșii s-a redus drastic, majoritatea albanezilor îmbrățișând din diverse motive islamul. Doar în localități izolate mai predomină o majoritate ortodoxă, de exemplu în Himara, Saranda, Labova, Kryqit sau Voskopoja.
Minoritățile etnice din sudul Albaniei - Grecii din regiunea Saranda, Țiganii, Macedonenii din lurul lacului Prespa și aromânii risipiți în tot sudul Albaniei - sunt ortodoxe. Macedonenii au o singură biserică în Liqenas, iar aromânii una în Korça. Un rol important în politica bisericească îl poate juca însă doar minoritatea greacă, care numără circa 60 000 de credincioși doar în regiunea dintre orașele Gjirokastra, Himara și Saranda. În anumite parohii din această regiune slujbele bisericești se celebrează în limba greacă. În parohiile mixte au existat în anii trecuți disensiuni puternice legate de limba liturgică.

### Construirea unor noi biserici

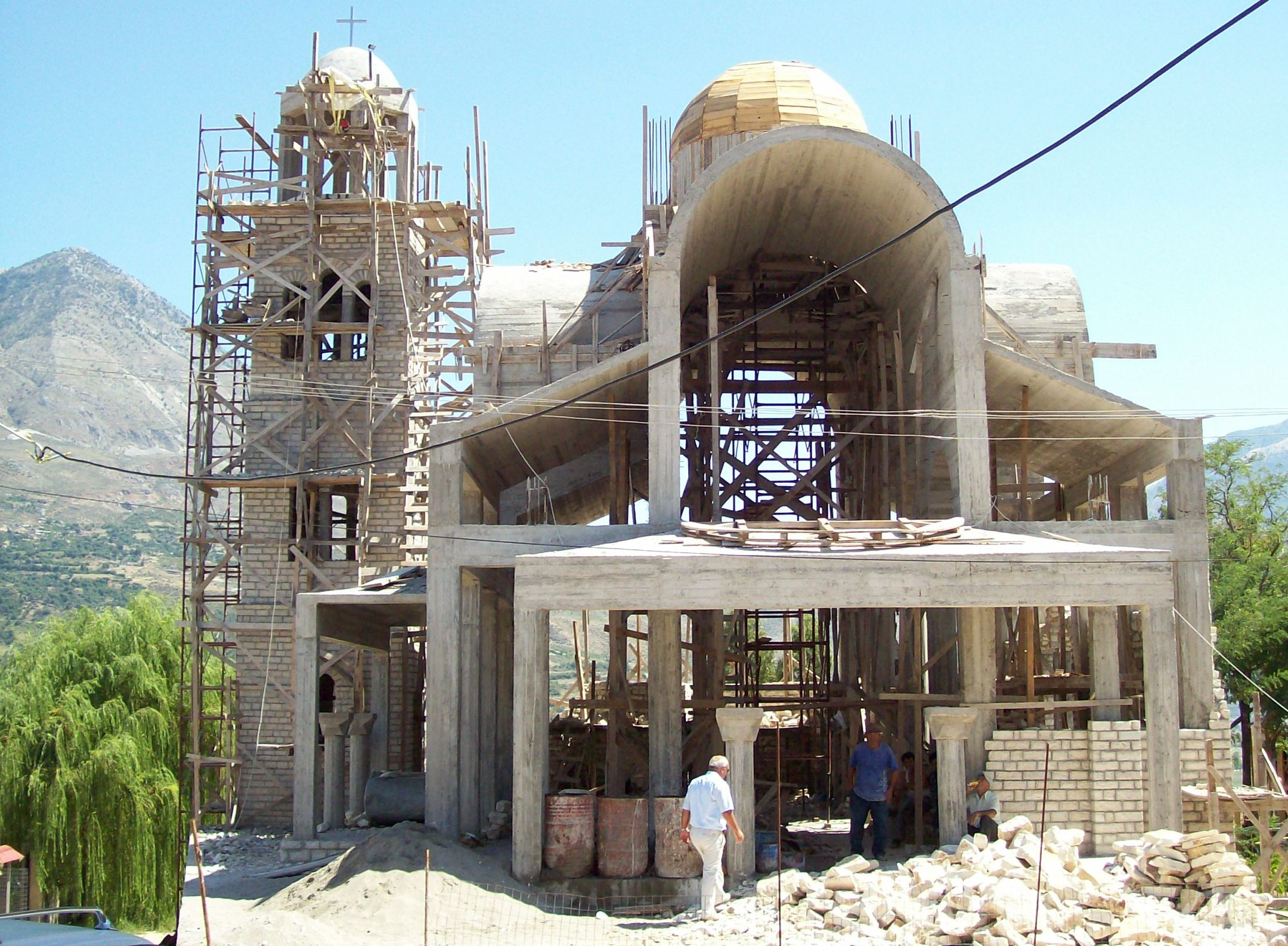
Construirea unei biserici ortodoxe noi în localitatea Tepelena (Fotografie din August 2006). Este prima biserică ortodoxă din localitate după ce vechea biserică a fost distrusă în sec. XVII (în urma islamizării forțate a locuitorilor de către otomani). Astăzi, creștinismul ortodox se află într-un proces de puternică revigorare în sudul Albaniei.

Între 1991 și 2001 Biserica Ortodoxă din Albania a inaugurat circa 300 de biserici. Dintre vechile construcții, la prăbușirea comunismului mai existau doar 70 care au putut fi rapid reactivate. S-au făcut 80 de biserici noi și circa 140 sunt în diverse stadii de construcție. Aceste lucrări care au necesitat anual un buget de circa 5 milioane de dolari (SUA) au făcut ca Biserica Ortodoxă Albaneză să devină un factor esențial al dezvoltării economice din anumite regiuni. În satele din sudul Albaniei există nenumărate Biserici într-un stadiu avansat de degradare. Unele dintre acestea au valoare de patrimoniu cultural. Ortodocșii nu reușesc însă să celebreze sfintele slujbe în toate bisericile deoarece nu există suficienți preoți, iar unele parohii sunt mult prea mici.

### Educație, massmedia, monahism și activitate social-diaconală

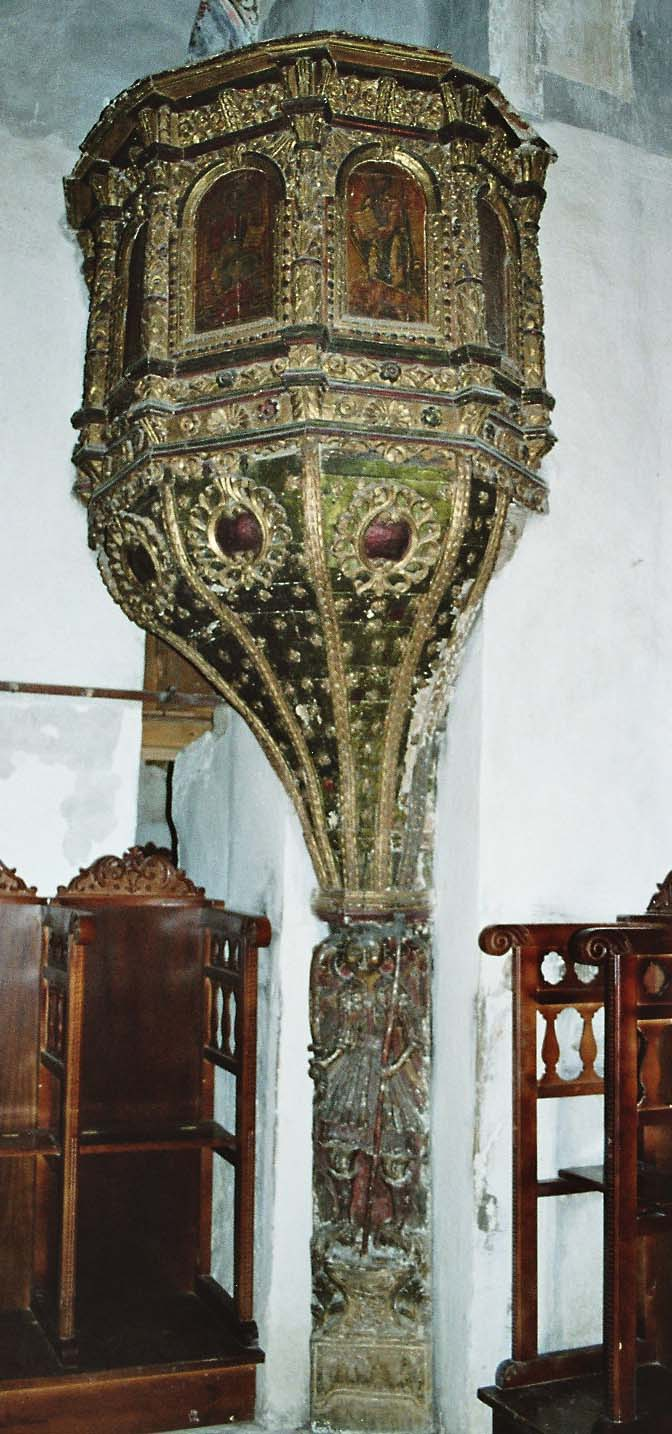
Amvonul din Labova e Kryqit

În 1992 a fost inaugurat un Institut Teologic de rang universitar. Acesta a fost transformat în 1996 în Academie Teologică care este accesibilă și femeilor. Locația acestei instituții a fost stabilită într-un nou corp de clădiri construit pe lângă mănăstirea Shën Vlash în apropierea localității Durrës. Între anii 1996 și 2001 au fost hirotoniți 120 de preoți. Au fost reactivate cinci mănăstiri albaneze, s-au pus, în 1997, bazele unui gimnaziu bisericesc în Durrës și s-a deschis o tipografie. Biserica publică din 1992 un periodic lunar Ngjallja (Învierea), un periodic pentru copii Gëzohu, unul pentru studenți Fjala și o pagină de știri în limba engleză News from Orthodoxy in Albania. Ea are din 1998 o stație de radio proprie Ngjallja (Învierea), o fabrică de prelucrare a lemnului și o manufactură pentru lumânări.
Biserica Ortodoxă din Albania acționează conform principiilor nescrise ale doctrinei sociale ortodoxe și susține numeroase activități caritabile. Majoritatea acestora sunt organizate și susținute de fundația bisericească Diaconia Agapes. Biserica susține spitale, policlinici, o clinică stomatologică mobilă, școli și grădinițe. Oferă asistență spirituală în închisori și organizează ajutorarea celor lipsiți de adăpost. Clinica "Propovăduirii" din Tirana este considerată a fi unul dintre cele mai bune spitale ale Albaniei. Serviciile bisericești sunt accesibile tuturor locuitorilor Albaniei: creștini ortodocși sau catolici, musulmani sau atei. În criza din 1997 Biserica Ortodoxă a oferit ajutor și adăpost provizoriu pentru 25 000 de persoane, iar în 1999 a oferit cele necesare la peste 50 000 de refugiați din Kosovo, chiar dacă pentru aceasta a fost necesară închiderea temporară a seminarului teologic pentru mobilizarea studenților la munca de susținere a refugiaților.

## Liturghia
În Biserica Ortodoxă Albaneză se săvârșește Sfânta Liturghie la fel ca în toate celelalte biserici de rit bizantin. Duminica și de sărbători se folosește Liturghia Sfântului Ioan Gură de Aur, la unele praznice Liturghia Sfântului Vasile cel Mare, iar în Postul Mare Liturghia darurilor mai înainte sfințite a Sfântului Grigorie Dialogul. Limba liturgică este albaneza modernă. Toate textele liturgice au fost traduse din greacă la începutul secolului al XX-lea de către Fan Noli. Actualmente se întrebuințează o traducere din anul 1995 a Liturghiei Sfantului Ioan Gură de Aur. Ortodocșii albanezi din Statele Unite ale Americii folosesc astăzi limba engleză pentru oficierea cultului divin.

## Relațiile ecumenice
Biserica Ortodoxă Albaneză este singura structură religioasă creștină din Albania care este, din 1994, membră a Consiliului Mondial al Bisericilor. Această participare externă nu are o importanță deosebită pe plan intern. Există însă contacte și întâlniri permanente între episcopii ortodocși și catolici din Albania. Se organizează vizite reciproce la marile sărbători și se transmit mesaje oficiale de felicitare membrilor celorlalte comunități. În activitatea zilnică a parohiilor ortodoxe contactele cu formele de organizare ale celorlalte confesiuni sau religii sunt aproape inexistente. Programul Fundației Diaconia Agapes este sprijinit financiar de Biserica Evanghelică din Germania.

## Întâistătătorii Bisericii Ortodoxe Albaneze
- Basilios (1922-1928)
- Bessarion Juvani (1928–1936)
- Kristofor Kisi (1937–1948)
- Paisios Vodica (1949–1966)
- Damian Kokonesi (1966–1973)
- Anastasios Yannoulatos (1991-2025)
- Joan Pelushi (din 2025)

## Personalități
Personalități albaneze sau de origine etnică albaneză, de religie creștină ortodoxă:
- Asdreni (Aleks Stavri Drenova), scriitor, poetul național albanez
- Lasgush Poradeci, poet
- Idhomene Kosturi, cleric și fost premier al Albaniei
- Pandeli Evangjeli, fost premier al Albaniei
- Andon Zako Çajupi, scriitor
- Alfred Moisiu, fost președinte al Albaniei
- Naum Veqilhargi, scriitor
- Agim Kaba, actor american
- Fan Noli, scriitor, cleric și politician albanez
- Skanderbeg, principe albanez medieval; eroul național al albanezilor
- John Belushi, actor american, fratele lui James Belushi
- James Belushi, actor american, fratele lui John Belushi
- Eliza Dushku, actriță americană
- Inva Mula, cântăreață de operă
- Thomas Simaku, compozitor
- Familia Gjika (Ghica/Ghika), familie de principi fanarioți din Muntenia și Moldova
- Jani Vreto, editor
- Nikolla Nacio, publicist albanez
- Onufri, pictor de icoane din secolul XVI